# Элиот, Чарльз
Не следует путать с английским адмиралом сэром Чарльсом Эллиотом.
Чарльз Элиот (англ. Charles Eliot; 8 января 1862 — 16 марта 1931) — британский дипломат и биолог.

## Биография
Учился в школе Челтенхем и Оксфордском университете.
На дипломатической службе в России (1885), Марокко (1892), Турции (1893), США (1899).
В 1900—1904 годах комиссар протектората Британская Восточная Африка.
С 1905 года — вице-канцлер нового Шеффилдского университета. В 1912—1918 — вице-канцлер Гонконгского университета.
В 1918 вернулся на дипломатическую службу. Назначен верховным комиссаром Великобритании в Омске (1918—1919).
4(17) сентября 1918 в Харбине встретился с П. В. Вологодским. Заверил Вологодского, что Британское правительство удовлетворено действиями Временного Сибирского Правительства, направленными на установление прочной и единой власти в Сибири, и в ближайшем будущем видит возможность официального признания Омского правительства.
12(25) октября в Омске высказывался против роспуска Сибирской областной Думы.
Остается невыясненным вопрос об участии представителей союзников в перевороте 18 ноября 1918 в Омске. В то время как С. Г. Лифшиц и Н. Перейра склонны приписывать руководящую роль в омских событиях англичанам Элиоту, Ноксу и Уорду, Д Смил рассматривает колчаковский переворот как сугубо внутрироссийский заговор, хотя и признает, что правительство Великобритании и её военная миссия одобряюще отнеслись к установлению диктатуры Колчака.
Уехал из Омска на Восток в начале сентября 1919 года.
В 1920—1926 годах — британский посол в Японии. Почётный член Японской академии наук (1925). После остался жить в Японии, изучая буддизм. Заболев, решил вернуться в Англию, но скончался на борту корабля 16 марта 1931 года.

## Сочинения
- Работы Charles Eliot в проекте «Гутенберг»
- British East Africa, past, present, and future (1905)
- The East Africa Protectorate (1905)
- Through India. Letters to the Westminster Gazette (1907)
- Letters from the Far East (1907)
- Turkey in Europe (1908)